# Exposed (1983)
Exposed (Revelação (título em Portugal) ou Entre a Vida e a Morte (título no Brasil) - aka Os Desencontros da Vida BRA - vídeo) é um filme de drama estadunidense de 1983 escrito, produzido e dirigido por James Toback (que ainda faz o papel de namorado da protagonista) e estrelado por Nastassja Kinski, Rudolf Nureyev, Harvey Keitel, Ian McShane e Bibi Andersson. Foi produzido pela Metro-Goldwyn-Mayer.

## Enredo
Nascida no interior dos Estados Unidos, em Wisconsin, Elizabeth Carlson é uma jovem que após um romance malsucedido com o professor universitário Leo Boscovitch, vai para Nova York onde é roubada e, para se manter, trabalha como garçonete.
Ali é descoberta por um fotógrafo e acaba se tornando uma modelo de sucesso, quando conhece um violinista que diz se chamar Daniel Jelline e por ele fica apaixonada.
Jelline é na verdade um agente que combate o terrorismo internacional, e Elizabeth se envolve em situações inesperadas. Em Paris ela é feita refém por um grupo terrorista.

## Elenco
O elenco principal do filme foi integrado por:
- James Toback, como o professor Leo Boscovitch
- Nastassja Kinski, como Elizabeth Carlson
- Rudolf Nureyev, como Daniel Jelline
- Ian McShane, como o fotógrafo Greg Miller